# Cerkiew Narodzenia Matki Bożej w Menlo Park
Cerkiew Narodzenia Matki Bożej – prawosławna cerkiew w Menlo Park, w jurysdykcji diecezji Zachodu Kościoła Prawosławnego w Ameryce.

## Historia
Parafia prawosławna w Menlo Park została założona przez grupę rosyjskich emigrantów z Harbinu oraz z Europy w 1952. Na potrzeby wspólnoty wynajęta została kaplica należąca do Kościoła Episkopalnego wzniesiona w 1886. W 1957 Kościół Episkopalny nieodpłatnie przekazał tenże obiekt sakralny prawosławnym na stałe, pod warunkiem przeniesienia go na inne miejsce. Obiekt został powtórnie wyświęcony w maju 1958. W pierwszych latach funkcjonowania przy cerkwi funkcjonowały również rosyjskie instytucje kulturalne: chór, orkiestra bałałajek, kursy języka rosyjskiego i tradycyjnej sztuki rosyjskiej.
W 1988 w uroczystościach 35. rocznicy otwarcia cerkwi w Menlo Park uczestniczyli metropolita całej Ameryki i Kanady Teodozjusz oraz biskup Zachodu Tichon.
W latach 70. i 80. XX wieku parafia w Menlo Park zatraciła pierwotnie rosyjski charakter na rzecz mieszanego, wtedy też w nabożeństwach w cerkwi zaczęto posługiwać się, obok dominującego cerkiewnosłowiańskiego, również językiem angielskim.